# Riu de Collell

El Riu de Collell, respecte del terme d'Abella de la Conca

El riu de Collell és un riu del terme d'Abella de la Conca, al Pallars Jussà, en territori del poble de Bóixols.
S'origina aquest riu a l'oest-nord-oest de Bóixols, per la unió del barranc del Clot d'Espinauba amb altres llaus i barrancs de la zona nord-oriental de la Serra de Carrànima. Des d'aquell lloc, a sota i al sud-oest de Cal Mateu, el riu de Collell davalla cap al sud-est, passa pel costat sud-oest del poble de Bóixols i s'aboca en el riu de Pujals just al sud del poble de Bóixols.
Justament en aquesta unió s'origina el Rialb.

## Etimologia
Aquest riu pren el nom de la partida de Collell, pel límit oriental de la qual discorre.